# 李曉閔
李曉閔 （英語：LEO, Lei Hio Man，1975年12月24日—），澳門居民，生於中山。畢業於新南威爾斯大學科技管理碩士，管理學博士，研究領域包括:管理哲學，科技應用，土木工程及社會政策。目前於澳門高等教育單位工作，導師。社會服務機構有翰林教育暨研究協會和思路智庫。

## 外部連結
- 澳門理工學院教職員名單
- 翰林教育暨研究協會架構名單
- 思路智庫架構名單
- 國際資訊系統協會財務長 （页面存档备份，存于）